# TV stolp v Brasilii
Televizijski stolp Brasília (portugalsko Torre de TV de Brasília) je radijski in televizijski oddajniški stolp, zgrajen v Brasilii in slovesno odprt leta 1967 z višino 224 metrov. Stoji na Monumentalni osi, v vrtu Burle Marx. Poleg stolpa samega, ki ima razgledišče in muzej, Muzej draguljev, ima njegova neposredna okolica kar nekaj zanimivosti, kot sta Sejemski stolp in Fontana TV stolpa, zaradi česar je kraj eden izmed najbolj obiskanih turistov, saj sprejme od deset do dvanajst tisoč ljudi na teden.
Stolp je bil prvotno visok 218 metrov. Po dodatkih televizijskega kanala Bandeirantes se je povečal še za šest metrov. Stolp je četrta najvišja stavba v Braziliji in je tudi ena najbolj opaznih z mostu Juscelina Kubitscheka.

## Arhitektura
Osnova objekta je petindvajset metrov visok izpostavljen betonski volumen trikotne oblike, obdan s steklom. Volumen nosijo trije stebri, ki tvorijo črko V in vstopajo v volumen. Notranji del teh stebrov služi kot povezava in osnova za kovinski stolp, ki se začne od volumna, kjer je Muzej draguljev.
Kovinski del je visok sto dvaindevetdeset metrov. Sestavljen je iz treh delov, prvi in najdaljši je sto dvaindvajset metrov, drugi petinštirideset metrov visok in zadnji štiriindvajset metrov.
Skupna dolžina stebrov, volumna in kovinskega stolpa je 224 metrov. Na stolp se je možno povzpeti z dvigalom in po stopnišču do razgledišča, od tam pa le po stopnišču za vzdrževanje oddajnega stolpa.

## Strukture

### Belvedere
S privilegirano lokacijo za opazovanje so v središču prestolnice zgradili 75 metrov visok razglednik, ki sprejme 150 ljudi. Atrakcija je odprta od torka do nedelje, od 9. do 19. ure. Belvedere je bil slovesno odprt leta 1965, dve leti pred slovesno otvoritvijo stolpa. Dostopen je z dvigalom, ima pa tudi stopnišče za servis in nujne primere.
Od tam je mogoče videti večji del Plano Piloto, vključno z Esplanado ministrstev, severnim in južnim hotelskim sektorjem, nacionalnim stadionom Brasília Mané Garrincha in mednarodnim avtodromom Nelson Piquet, pa tudi jezero Paranoá in druge upravne regije.

### Sejem
Eden največjih simbolov prestolnice, Feira da Torre, se je začel graditi v 1970-ih, ko so pod stolpom začeli postavljati prve stojnice. Leta 2010 se je začela gradnja fiksne konstrukcije za stolp na območju nižje od stolpa, ki naj bi bil pripravljen za 50. obletnico Brasílie, vendar so bila dela končana šele naslednje leto. V letu 2014 je bil kompleks deležen novih gradbenih del, tokrat je šlo za gradnjo dostopnih del, kot so dvigala, stopnice in tekoče stopnice med sejmom in stolpom.

### Muzej draguljev
Muzej draguljev je stalna razstava dragih kamnov. Je v drugem nadstropju stolpa, v trikotnem volumnu nad stebri.

### Skulptura vesoljske dobe
Pred njo je 'Vesoljska doba' (izvirno ime Force noire ou l'odyssée des espasmes - Črna sila ali Odiseja krčev), 15 metrov visoka bronasta skulptura umetnika Alexandra Wakhevitcha, popularno znana tudi kot Berimbau.

### Fontana TV stolpa
Postavljena je bila leta 2010 kot način praznovanja petdesete obletnice mesta Brasília, z ocenjenim proračunom devetih milijonov realov. Premera je 80 metrov in ima dva tisoč vodnih šob, ki z glavnim curkom segajo do 50 metrov visoko. Med vikendom potekajo štiridesetminutne predstave, kjer se voda obarva in gibanje sledi ritmu glasbe.
Projekt Burle Marx Garden, ki ga je ustvaril Burle Marx, vsebuje široko paleto značilnih rastlin in dreves cerrado, vključno z vrstami piqui, voquisia, guanandi, embiruçu, pau-rosa, pau-terra, paineira rosa, ipê amarelo, angico-preto, quaresmeira-roxa, ipê roxo, pau-d'óleo, jequitibá vermelho, sucupira branca, cedra, mulungu in ingá-mirim. Tu so tudi pešpoti, kolesarske steze ter vodna ogledala, ribniki, sedežne površine z lesenimi klopmi ter otoki in okrasne gredice.

## Galerija
- Sejem z razgledne ploščadi stolpa
- Pogled iz zraka na TV stolp in njegov sejem
- TV stolp v gradnji
- Znotraj drugega nadstropja
- Osrednja cona Brasílie ponoči
- Televizijski stolp, kot ga vidimo s stolpa avtobusne postaje Plano Piloto